# UFC 253
UFC 253: Adesanya vs. Costa è stato un evento di arti marziali miste tenuto dalla Ultimate Fighting Championship il 27 settembre 2020 al Flash Forum dell'Isola di Yas, negli Emirati Arabi Uniti.

## Risultati
|                                        | Divisione             |                     |                 |                      | Metodo                                      | Round           | Tempo           | Premio          |
| Card Principale                        | Card Principale       | Card Principale     | Card Principale | Card Principale      | Card Principale                             | Card Principale | Card Principale | Card Principale |
| -------------------------------------- | --------------------- | ------------------- | --------------- | -------------------- | ------------------------------------------- | --------------- | --------------- | --------------- |
| Sfida valida per il titolo di campione | Pesi medi             | Israel Adesanya (c) | batte           | Paulo Costa          | KO tecnico (pugni)                          | 2               | 3:59            | POTN            |
| Sfida valida per il titolo di campione | Pesi mediomassimi     | Jan Błachowicz      | batte           | Dominick Reyes       | KO tecnico (pugni)                          | 2               | 4:36            | POTN            |
|                                        | Pesi mosca            | Brandon Royval      | batte           | Kai Kara-France      | Sottomissione (guillotine choke)            | 2               | 0:48            | FOTN            |
|                                        | Pesi gallo femminili  | Ketlen Vieira       | batte           | Sijara Eubanks       | Decisione unanime (29–28, 29–28, 29–28)     | 3               | 5:00            |                 |
|                                        | Catchweight (150 lbs) | Hakeem Dawodu       | batte           | Zubaira Tukhugov     | Decisione non unanime (28–29, 30–27, 29–28) | 3               | 5:00            |                 |
| Card Preliminare                       |                       |                     |                 |                      |                                             |                 |                 |                 |
|                                        | Pesi leggeri          | Brad Riddell        | batte           | Alex da Silva Coelho | Decisione unanime (29–28, 29–28, 29–28)     | 3               | 5:00            |                 |
|                                        | Pesi welter           | Jake Matthews       | batte           | Diego Sanchez        | Decisione unanime (30–26, 30–26, 30–26)     | 3               | 5:00            |                 |
|                                        | Catchweight (150 lbs) | Ľudovít Klein       | batte           | Shane Young          | KO (calcio alla testa e pugni)              | 1               | 1:16            |                 |
|                                        | Pesi mediomassimi     | William Knight      | batte           | Aleksa Camur         | Decisione unanime (29–28, 30–27, 30–27)     | 3               | 5:00            |                 |
|                                        | Pesi massimi          | Juan Espino Dieppa  | batte           | Jeff Hughes          | Sottomissione (scarf hold choke)            | 1               | 3:48            |                 |
|                                        | Pesi mediomassimi     | Danilo Marques      | batte           | Khadis Ibragimov     | Decisione unanime (29–28, 29–28, 30–27)     | 3               | 5:00            |                 |

## Premi
I lottatori premiati ricevettero un bonus di 50.000 dollari.
Legenda:
- FOTN: Fight of the Night (vengono premiati entrambi gli atleti per il miglior incontro dell'evento)
- POTN: Performance of the Night (viene premiato il vincitore per la migliore performance dell'evento)